# Hunnigere, Bangalore North
Hunnigere là một làng thuộc tehsil Bangalore North, huyện Bangalore Urban, bang Karnataka, Ấn Độ.